# تصادم النجوم
اندماج النجوم (تصادم النجوم) (بالإنجليزية: Stellar collision)‏ هو حدث فلكي يندمج فية نجمين تحت تأثير قوة الجاذبية ليشكلا جرما فلكيا أكبر نتيجة تصادمهما. ولقد تمكن العلماء مؤخرا من مراقبة ورصد الاندماجات النجمية
ويتوقع علماء الفلك أن تحدث هذه التصادمات في العناقيد الكروية في مجرة درب التبانة مرة واحدة كل 10,000 سنة ويمكن أن تؤدي سلسلة من الاصطدامات النجمية في عنقود كثيف وخلال فترة قصيرة من الزمن إلى تكوين ثقب أسود متوسط الكتلة بواسطة تصادم النجوم المارقة.
أي نجم في الكون يمكن أن يشارك في الاصطدام النجمي؛ سواء كان «ناشطا» ( الاندماج لا يزال نشطا في النجم) أو ميتا (انتهاء أندماج الهيدروجين، ينتهي الاندماج بسبب تحول الهيدروجين إلى هيليوم وعناصر أخرى).
عندما يوشك هيدروجين النجم على الأنتهاء بتحوله إلى هيليوم، يبدأ الهيليوم في الاندماج ولكن في درجة حرارة أعلى من اندماج الهيدروجين . ارتفاع درجة حرارة قلب النجم تؤدي إلى اتساعه وتمدده، ويدخل النجم في مرحلة تحوله إلى عملاق أحمر . بالنسبة للشمس فمن المتوقع أنها ستتحول إلى عملاق أحمر بعد نحو ثلاثة مليارات سنة من الآن. ثم تنفجر وتتحول إلى قزم أبيض.
المصير النهائي لنجم يعتمد على كتلة النجم، فإذا كانت كتلته مقاربة لكتلة شمسية يصبح قزنما أبيضا . أما إذا كانت كتلة النجم نحو 4و2 كتلة شمسية فإن النجم يتحول إلى نجم نيتروني. وإذا كان النجمم ذو كتلة أكبر من 4 كتلة شمسية فهو يصبح في النهاية ثقبا أسودا . تعرف العلماء على تلك المراحل للنجوم عن طريق دراستهم لنجوم السماء ووجدوا أنها تخطو خطوات النسق الأساسي الذي مراحل نشأة النجوم ومراحل موتها، عندما ينتهي منها الوقود. النسق الأساسي للنجوم يبين مختلف مراحل عمر النجوم ويحصو نوعها والكتلة، ودرجة الحرارة، والقطر، ودرجة إصدارها للضياء .